# ターゲットpresents『田中まやと山田茉莉のM×Mらじお♪』
ターゲットpresents『田中まやと山田茉莉のM×Mらじお♪』（ターゲットプレゼンツたなかまやとやまだまりの エムのじじょうらじお）は、2009年10月2日から放送中の田中まやと山田茉莉がパーソナリティを務めるインターネットラジオ番組である。通称、Mらじ。

## 概要
声優の田中まやと山田茉莉がパーソナリティを担当し、月2回（第二・第四金曜日）更新される。パーソナリティ2人のトーク中心のアットホームなラジオである。番組固有の挨拶として、「へいほ〜！」という言葉がある。ラジオ内で挨拶を決めることになり、リスナーから投稿された候補の中から選ばれた。

## 配信日ほか
- 配信日：毎月隔週更新第2・第4金曜日に更新される。

（2011年6月17日より更新日が変則的になり更新ごとに次回放送予定日を知らせる形に変更）
- スポンサー：ターゲット・エンタテインメント

## コーナー
さいきんDoよ?!
最近起こった出来事やハプニングなどを投稿するコーナー。コーナー冒頭ではパーソナリティの最近あった出来事が話される。(2011年より、メールーテーマを起用)
ターゲット情報局
ターゲット・エンタテインメントより発売されているCDやiPhoneのアプリなどを紹介するコーナー。
Mへの挑戦状!
ラジオリスナーからの投稿による早口や難しいリクエストにパーソナリティの2人が挑戦するコーナー。パーソナリティが競争する形式となっており、負けたパーソナリティは罰ゲームに挑戦することとなる。
篠宮姉妹の日常（全11話終了）
ミニドラマ「篠宮姉妹の日常」
姉妹のコミカルな日常を描いたショートショートストーリー。

## CD
- 『ドラマCD篠宮姉妹の日常すぺしゃる♪』
  - 2011年2月5日にターゲット・エンタテインメントよりリリース。
  - ジャケットイラストは、ラジオリスナーでもある「ていお亭ていお」が担当。